# Eurhadina dazhulana
Eurhadina dazhulana är en insektsart som beskrevs av Yang och Li 1991. Eurhadina dazhulana ingår i släktet Eurhadina och familjen dvärgstritar. Inga underarter finns listade i Catalogue of Life.